# Base S2
La Base S2 (en inglés: S2 Station o Station 2) fue una estación de investigación científica de Estados Unidos y luego de Australia, ubicada a 116 m s. n. m. (66°31′S 112°12′E / -66.517, 112.200) en la meseta de hielo llamada domo Law en la Tierra de Wilkes, Antártida.
Era una estación satélite de la Base Wilkes y fue inaugurada en marzo de 1957 con motivo del Año Geofísico Internacional. Se halla a 80 km al este-sudeste de la Base Wilkes. En la base fueron llevadas a cabo observaciones meteorológicas y glaciológicas. En 1960-1961 registradores automáticos del clima fueron establecidos en S2.
Las instalaciones consistían en 4 casas prefabricadas y ensambladas, un generador, un área de observación meteorológica, un almacén y un laboratorio de nieve tipo Jamesway. Para las observaciones glaciológicas en donde se medía el movimiento del hielo debajo de la superficie, había un orificio inclinado de 35 m de profundidad con un túnel horizontal y un agujero de perforación a una profundidad de 27 m. Como resultado de los estudios intensivos de glaciología y geofísica realizados allí por Australia desde 1962, se reveló la presencia y la naturaleza de domo Law Dome. 
En 1959 fue transferida a Australia junto con Wilkes y luego cerrada en 1966.
La base era abierta por Australia cada año, desenterrada de la nieve, y se realizaban los experimentos glaciológicos y de recolección de muestras de hielo. Luego del cierre de la base en 1966, el hielo y la nieve la cubrieron completamente.